# Colonato

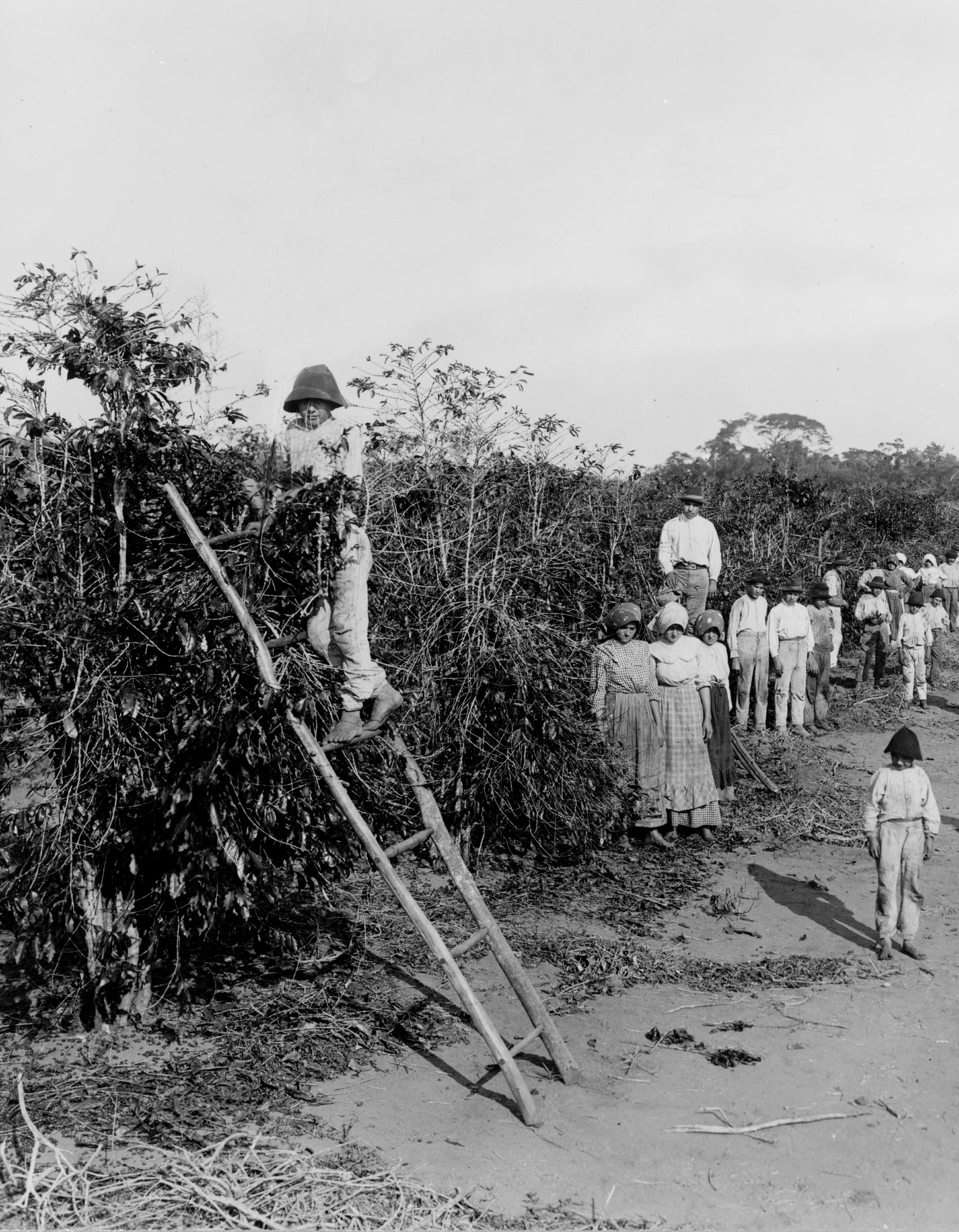
Imigrantes europeus trabalhando numa plantação de café no Brasil, no início do século XX.

Colonato, no contexto histórico brasileiro, refere-se ao sistema utilizado nas fazendas de café, principalmente no estado de São Paulo, no momento de transição entre o uso do trabalho escravo e da mão de obra livre, a qual era composta principalmente por imigrantes europeus, predominantemente italianos. O regime do colonato passou a predominar nas fazendas de café paulistas no início da década de 1880. No colonato, os imigrantes recebiam uma remuneração familiar mista, que combinava pagamentos monetários (pelo plantio, cuidado com o cafezal e colheita) e cessão de pequenas áreas (para cultivo próprio e criação).

## História

### Antecedentes
Na década de 1880, o café representava mais de 60% da pauta de exportações brasileiras. Escravos constituíam a maioria da mão de obra nos cafezais. Porém, a partir da década de 1880, mudanças estruturais e econômicas ocorreram, dando lugar à substituição do escravo pelo imigrante e à ascensão do regime de colonato:
- Abolição da escravatura no Brasil, em 1888;
- Crescimento exponencial da demanda por café no mercado internacional, nas décadas de 1880 e 1890;
- Implementação de políticas imigratórias, com grande participação do governo brasileiro (imigração subsidiada);
- Expansão das fazendas de café para o Oeste Paulista.

| 1890-1899 | 735.076 | 596.004 | 81% |
| 1900-1909 | 388.708 | 164.384 | 42% |
| 1910-1919 | 480.509 | 186.383 | 39% |
| 1920-1930 | 752.080 | 181.732 | 24% |

Antes do colonato, outros sistemas de trabalho sem uso de mão de obra escrava foram tentados em fazendas de café, em particular o sistema de parcerias e a locação de serviços. Nesses sistemas anteriores, cabia ao fazendeiro financiar o transporte dos imigrantes da Europa ao porto de Santos, do porto até a fazenda, bem como mantimentos e instrumentos necessários aos imigrantes. Esses custos eram posteriormente repassados aos imigrantes, que ficavam endividados. Esse endividamento tornava os imigrantes pouco estimulados a trabalhar, e muitos abandonavam o trabalho nos cafezais. Em 1856, estourou a Revolta de Ibicaba, na cidade de Limeira, em que imigrantes suíços e alemães se revoltaram contra as péssimas condições de trabalho nos cafezais.

### Direitos e obrigações

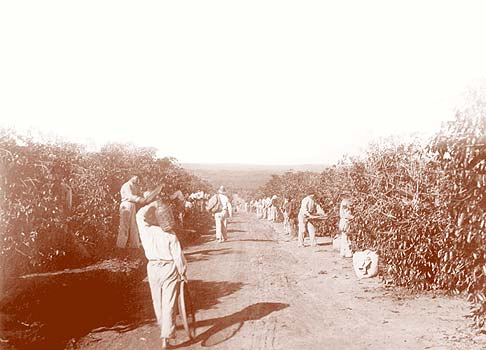
Imigrantes italianos trabalhando numa fazenda de café.

No contrato de colonato, ficava estabelecido que os imigrantes se comprometiam a trabalhar nas fazendas de café e, em troca, receberiam do fazendeiro, além de um salário, o direito de cultivar os seus próprios alimentos e criar pequenos animais num pequeno lote. O tamanho desse lote variava de acordo com a quantidade de cafeeiros que determinada família conseguia cuidar. O contrato estabelecia também que todos os membros da família deveriam trabalhar, inclusive mulheres e crianças. Cada família ficava obrigada a cuidar de um determinado número de pés de café, e recebia, por cada mil pés, uma certa quantia em dinheiro. O contrato reservava aos imigrantes o direito a uma casa e a um quintal, onde podiam criar animais, fazer horta e plantar milho e feijão entre as fileiras dos cafezais que estivessem sob o seu cuidado.
O colonato representou uma inovação, pois os gastos pelo transporte dos imigrantes passaram a ficar a cargo do estado de São Paulo e do governo federal. Com a eliminação da dívida do transporte, os imigrantes tinham maiores chances de acumular uma poupança. Outro benefício do colonato consistia no acesso ao pequeno lote dentro da fazenda, no qual o fazendeiro permitia que os imigrantes cultivassem sua própria roça e criassem pequenos animais para proveito próprio. Em consequência, os imigrantes ficavam mais animados e dispostos a trabalhar nos cafezais.

#### Exemplo de um contrato
Para entender as condições de trabalho no colonato, é essencial analisar um contrato típico, como o descrito no "Bollettino dell’Emigrazione" de 1905, pelo cônsul Pio di Savoia, referente ao estado de São Paulo. O contrato detalhava:
- Condições gerais (artigo 1): O fazendeiro deveria fornecer alimentos básicos aos colonos recém-chegados, sem adiantamentos em dinheiro.
- Descrição do trabalho (artigos 2 e 3): O colono era obrigado a cuidar de 5.000 pés de café, mantendo-os livres de ervas daninhas, podando galhos secos ou quebrados, replantando mudas mortas e realizando a colheita.
- Remuneração (artigos 4, 5 e 6): O fazendeiro pagaria 80.000 réis anuais por cada 1.000 pés de café cultivados e 500 réis por cada 50 litros de café colhido (limpo, sem folhas ou impurezas). Os pagamentos eram trimestrais, e os valores da colheita eram pagos oito dias após a entrega, mediante apresentação do quaderno (ou caderneta), que registrava o trabalho realizado e as dívidas contraídas na venda da fazenda.
- Serviços adicionais (artigos 7 e 8): Os colonos eram obrigados a trabalhar no terreiro (área onde o café era seco por 6 a 14 dias) quando solicitado, recebendo 2.500 réis (acima de 15 anos) ou 1.000 réis (entre 10 e 15 anos) por esse serviço. Em caso de incêndio, deveriam trabalhar dia e noite até o fogo ser extinto, sem remuneração extra.
- Sanções e multas (artigos 9, 10 e 11): A limpeza das plantações e a colheita eram realizadas conforme ordens do fazendeiro ou administrador, com presença obrigatória, exceto em caso de doença ou chuva. Faltas rendiam multas de 2.000 a 5.000 réis. Negligência na manutenção das plantas resultava em advertências e multas de até 5.000 réis. Se o colono não cumprisse suas tarefas por doença, o fazendeiro poderia contratar outro trabalhador às custas do colono; se fosse por preguiça, além dos custos, o colono pagaria multas de 5.000 a 10.000 réis.
- Rescisão e demissão (artigos 12, 13 e 16): Se o colono abandonasse o trabalho sem justa causa antes do fim da safra, seu salário seria reduzido pela metade. Justas causas incluíam falta de pagamento, doença incapacitante, proibição de comercializar produtos ou maus-tratos físicos ou morais. Para rescindir ao fim do ano, o colono deveria avisar com 60 dias de antecedência, ou o contrato seria renovado automaticamente, com penalidade de 20.000 réis por 1.000 pés de café em caso de descumprimento.
- Demissão pelo fazendeiro (artigos 14, 15 e 17): O fazendeiro podia demitir por doença prolongada, negligência habitual, embriaguez, insubordinação ou insultos. Sem justa causa, deveria pagar um ano de salário como indenização. O fazendeiro também precisava avisar com 30 dias de antecedência se não renovasse o contrato.
- Benefícios (artigos 18 e 22): O colono recebia uma casa habitável, espaço para animais e permissão para plantar milho, feijão e arroz entre os pés de café, respeitando limites de quantidade e espaço.
- Obrigações extras (artigo 20): Os colonos deveriam realizar serviços gratuitos, como reparos em estradas, limpeza de pastos e reforço de cercas, sob pena de multa de 2.000 réis por dia de descumprimento (essas tarefas duravam cerca de quatro dias por serviço).

### Problemas
Apesar de ter sido mais eficiente do que os sistemas de parceria e de locação de serviços, o colonato estava longe de ser ideal para os imigrantes. Muitas vezes, as condições de trabalho continuavam péssimas, e os abandonos das fazendas eram grandes, após o primeiro ano de contrato. Ademais, como havia um excesso de oferta de mão de obra, decorrente da chegada constante de novos imigrantes, os salários pagos pelos fazendeiros eram mantidos em níveis baixos. De fato, a renda real dos imigrantes declinou de 1884 a 1914, pois o crescimento salarial foi inferior ao da inflação. Notícias de que imigrantes europeus estavam sendo submetidos a condições de semi-escravidão no Brasil chegaram à Europa e alguns países tomaram medidas para dificultar a imigração de seus cidadãos para o Brasil. Em 1902, o governo da Itália proibiu a imigração subsidiada para o Brasil, por meio do Decreto Prinetti. Em 1910, a Espanha fez o mesmo, por meio de uma proibição da imigração subsidiada para o Brasil.
As condições financeiras dos imigrantes que trabalhavam em fazendas de café estavam intrinsecamente ligadas aos preços do café. No período de altas do preço (1887-1896), foi possível que os imigrantes italianos acumulassem economias e mantivessem um padrão de vida razoável. Durante esse período, os fazendeiros pagavam os salários dos imigrantes regularmente, e uma família com dois ou três trabalhadores adultos podia economizar entre 4.000 e 5.000 contos de réis (aproximadamente 5.000 a 6.000 liras) em cinco anos, valor suficiente para adquirir um pequeno terreno e se tornar independente. Muitos colonos, de fato, conseguiram comprar terras ou formar um pecúlio, melhorando sua condição social.
No entanto, a superprodução de café a partir de 1896 levou a um aumento na oferta e, consequentemente, a uma queda nos preços. Essa crise desestabilizou as finanças dos colonos. Os imigrantes que fizeram poupança durante o período de bonança conseguiram resistir à crise, mas a maioria, que acreditou que a bonança seria permanente, viu seu padrão de vida despencar. Até a alimentação dos imigrantes foi afetada, com os colonos reduzindo gastos e consumindo dietas insuficientes, o que agravava problemas de saúde, decorrente de anemia intertropical ou malária.
Com a crise econômica, os fazendeiros tornaram-se mais autoritários, recorrendo à violência e restringindo o acesso de estranhos às propriedades, para ocultar maus-tratos. A fim de reduzir seus custos, os fazendeiros reduziam os salários dos colonos ou nem os pagava mais. Segundo relatos da época, a falta de pagamento era frequente, o que deteriorava significativamente a qualidade de vida dos imigrantes. Além disso, o sistema de multas tornou-se mais comum, impactando ainda mais a vida dos trabalhadores. Doenças, como anemia e febre amarela (que causava palidez e icterícia) se espalharam entre os imigrantes, em proporções comparáveis à pelagra nas regiões rurais do norte da Itália.
Segundo publicação do IBGE:
| “ | A grande massa de italianos que se tornava colono ou empregado de uma fazenda de café trabalhava em condições muito duras, tendo pequenas oportunidades de acumular algum capital. Eram proporcionalmente poucos os que realizavam o sonho da compra de uma pequena propriedade e quando o faziam, não se tratava de propriedades de grande valor. | ” |

O regime do colonato foi o sistema produtivo predominante nas fazendas de café de São Paulo, da década de 1880 até a década de 1930, quando ocorreu a decadência da economia cafeeira. Os imigrantes que predominaram trabalhando sob esse sistema foram italianos, mas também imigrantes espanhóis, portugueses e japoneses participaram.